# Цурганов, Юрий Станиславович
Ю́рий Станисла́вович Цурга́нов (5 марта 1971, Москва, РСФСР, СССР — 15 марта 2018, Москва, Россия) — российский историк, специалист в области истории Гражданской войны в России, Белого движения, военно-политической истории Белой эмиграции, истории Второй мировой войны, антисоветского сопротивления, истории постсоветской России. Кандидат исторических наук (2001). Доцент кафедры продюсерства и менеджмента исполнительских искусств (2000—2016), декан продюсерского факультета (2009—2012) Российской академии музыки имени Гнесиных. Доцент кафедры истории России новейшего времени Историко-архивного института Российского государственного гуманитарного университета (2002—2018). Главный редактор журнала "Посев" (2006—2018). Автор около 30 научных и свыше 100 общественно-политических работ.

## Биография
Родился 5 марта 1971 года в Москве. Окончил среднюю школу № 1230 в 1988 году. Учёба в Московском горном институте (1988—1991). В сентябре 1991 года перевёлся в Историко-архивный институт РГГУ (факультет архивного дела), который окончил в 1995 году. Учёба в аспирантуре Института всеобщей истории РАН (1995—1998). Преподавал историю в средних школах «Ренессанс» (1997—1998) и «Кредо-Якиманка» (1998—2001). Работал в Музее революции (1997—2001).
В октябре 2001 года под научным руководством доктора исторических наук, профессора С. В. Мироненко защитил кандидатскую диссертацию на тему «Российская военная эмиграция в Европе. 1939—1945 гг.» (специальность 07.00.02 — Отечественная история).
Преподавал в Российской академии музыки им. Гнесиных (2000-2016): декан продюсерского факультета (2009—2012).
С 2002 года — доцент кафедры истории России новейшего времени факультета архивного дела Историко-архивного института Российского государственного гуманитарного университета.
Главный редактор журнала НТС «Посев» (2006—2018).
За заслуги на научном и преподавательском поприщах Ю. С. Цурганов 20 июля 2014 года был удостоен Марией Владимировной Романовой права ношения Императорской наследственной медали «Юбилей Всенародного подвига. 1613—2013». Медаль № 3287.
Скончался в Москве 15 марта 2018 года на 48-м году жизни.

## Общественно-политическая деятельность

### Деятельность в монархическом движении
С 1988 года участник монархического легитимистского движения. За распространение монархических изданий неоднократно задерживался милицией. Сподвижники Ю.С. Цурганова по деятельности в монархическом движении на рубеже 1980/1990-х годов — Закатов А., Комаров С., Медведков Д., иеродиакон Дионисий (Макаров), Разыграев А.. В своём первом интервью, в возрасте 19 лет Ю.С. Цурганов говорил о себе и своих соратниках:

Непосредственно монархические убеждения зародились у меня давно, с ранних детских лет. Сейчас основной нашей сферой деятельности является распространения монархической литературы. Мы делаем факсимильные издания, офсетные и распространяем литературу на московских улицах, в переходах московского метро. [...] Здесь в нашей стране мы высоко ценим эту организацию [Аргентинский отдел РОВС ], основанную бароном Врангелем, как одну из крупнейших организаций, возникших из эмигрантов Белого Движения, как одну из старейших организаций. Мы высоко оцениваем её роль в борьбе с большевизмом в нашей стране, как в послереволюционный период, так особенно во время Второй Мировой войны. Очень многие люди в нашей стране преклоняются перед традициями, которые сохранила эта организация, и если представится возможность когда-нибудь составить её филиал здесь, то мы уверены, что очень много будет желающих в неё вступить. Я благодарю руководителя этой организации и всех её соратников за всю работу, которую они делали и делают по сей день. Мы желаем присоединиться к ней здесь по мере своих возможностей.
— Редакционная статья "Говорит московская монархическая молодёжь" // Наша страна, 19.05.1990.

### Деятельность вНародно-трудовом союзе (НТС)
Член политической организации Народно-трудовой союз (НТС) в 1991—2018 годах.
Главный редактор журнала НТС «Посев» (2006–2018).

## Творческое наследие

### Основные научные труды
Монографии:
- Неудавшийся реванш: Белая эмиграция во Второй мировой войне. М.: Интрада, 2001. −252 с. (ISBN 5-87604-054-1)
- Белоэмигранты и Вторая мировая война. Попытка реванша. 1939—1945. М.: Центрполиграф, 2010. −287 с. (ISBN 978-5-9524-4725-7)

Коллективные монографии:
- История России. XX век: 1894—1939 / Под ред. А. Б. Зубова. М.: Астрель: АСТ, 2009. −1023 с. (в соавторстве).
- История России XX век: 1939—2007 / Под ред. А. Б. Зубова. М.: Астрель: АСТ, 2009. −829 с. (в соавторстве).
- История России XX век. Эпоха сталинизма (1923—1953). Том II / Под ред. А. Б. Зубова. М.: Эксмо. 2016. −768 с. (в соавторстве). (ISBN	978-5-699-92087-7)
- История России. XX век. Деградация тоталитарного государства и движение к новой России (1953—2008). Том III / Под ред. А. Б. Зубова. М.: Эксмо. 2017. −688 с. (в соавторстве). (ISBN	978-5-699-93347-1)

Статьи:
- Народно-трудовой союз (НТС). Ступенчатый снос диктатуры // Русское зарубежье: история и современность. Сб. статей. Вып. 5 / Сост. Ю. В. Мухачёв, Т. Г. Петрова. М.: ИНИОН РАН. 2016. С. 35-58.

### Основные публицистические работы
- Пушкарёв Б.С. Две России XX века 1917–1993. М.: Посев. 2008. –592 с. (ISBN: 978-5-85824-177-5) (в соавторстве)
- Виктор Суворов: Главная книга о Второй Мировой. Серия "Правда Виктора Суворова". Сб. статей. М.: Яуза-Пресс. 2011. –549 с. (ISBN: 978-5-9955-0242-5) (в соавторстве)
- Цурганов Ю.С. Идея «Великой Отечественной войны» как основа советской мифологии наших дней[9].
- Цурганов Ю.С. Как читать постсоветских историков? Точки над «i»[10].

### Основные общественно-политические публикации
См. "страницу главного редактора", статьи и комментарии Ю.С. Цурганова в большинстве номеров общественно-политического журнала "Посев" в 2006–2016 годы.

### Избранные выступления в СМИ
- Эфир Радио Свобода, 13.11.2007.
- Эфир Радио Свобода, 24.06.2008.
- Интервью BBC, 31.10.2008.
- Эфир Радио Свобода, 15.05.2010.
- Эфир Радио Свобода, 03.10.2014.
- Эфир Радио Свобода, 24.07.2015.
- Газета Metro Москва, 21.11.2010.
- Выступления на RideoTV

### Биобиблиографическое издание
- Гентшке В. Л. Цурганов Юрий Станиславович / авт.-сост. Н. А. Кузнецов // Исследователи Русского зарубежья : биобиблиографический словарь / Гентшке В. Л., Сабенникова И. В., Ловцов А. С.. — Москва; Берлин : Директ-Медиа, 2018. — Вып. 1. — С. 340—342. — 397 с. — ISBN 978-5-4475-2765-5.

### Мемуарная литература
- Чичерюкин-Мейнгардт В. Г. Памяти Ю. С. Цурганова // Посев. 2018. № 8 (1691). С. 442–247.